# 율럴리 젠슨

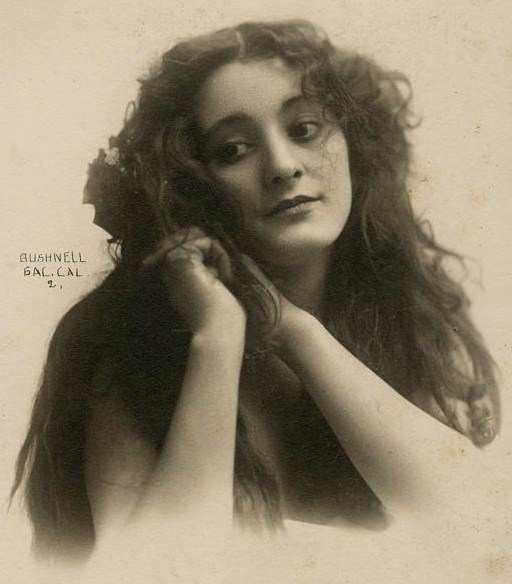

율럴리 젠슨(영어: Eulalie Jensen, 1884년 12월 24일 ~ 1952년 10월 7일)은 미국의 배우이다.
세인트루이스에서 태어났으며 로스앤젤레스에서 사망하였다.

## 영화
- 스마트 머니 (1931년)
- 마더 매크리 (1928년)
- 피그 리브스 (1926년)
- 찰리의 이모 (1925년)
- 노틀담의 꼽추 (1923년)